# Тропп, Эдуард Абрамович
Эдуа́рд Абра́мович Тропп (5 августа 1940, Свердловск — 16 февраля 2022, Санкт-Петербург) — советский и российский учёный в области математической физики и прикладной математики, доктор физико-математических наук, профессор, заслуженный деятель науки РФ (1999).

## Биография
1963 — окончил Ленинградский политехнический институт (ЛПИ) по специальности «инженер-физик гидроаэродинамики».
1963—1965 — инженер-конструктор лаборатории паровых турбин Ленинградского металлического завода.
1965—1968 — аспирант Физико-технического института (ФТИ) им. А. Ф. Иоффе АН СССР.
С 1968 года — на научной и преподавательской работе в ФТИ (где прошёл должностной путь до заведующего лабораторией) и в ЛПИ/СПбГТУ (где стал заведующим кафедрой математической физики).
С 1992 года — главный ученый секретарь Президиума Санкт-Петербургского научного центра РАН.
Научные интересы: прикладная математика, вычислительная техника, аналитические методы математической физики и их приложение к задачам механики и электродинамики сплошной сферы.
Среди научных работ учёного — труды по литературоведению, истории и философии науки.
Диссертации:
- Исследование ламинарного течения проводящей жидкости в бегущем магнитном поле с учетом краевых эффектов : диссертация … кандидата физико-математических наук : 01.04.02. — Ленинград, 1972. — 148 с. : ил.
- Асимптотическое расщепление многомасштабных статических и квазистационарных задач термомеханики и электродинамики сплошной среды : диссертация … доктора физико-математических наук : 01.04.02. — Ленинград, 1984. — 322 c. : ил.

Опубликовал около 250 научных работ. Некоторые публикации:
- Александр Александрович Фридман: [Математик и геофизик, 1888—1925]: Жизнь и деятельность / Э. А. Тропп, В. Я. Френкель, А. Д. Чернин. — М.: Наука, 1988. — 302, [1] с. — ISBN 5-02-013872-X.
- Асимптотика матричных элементов интеграла столкновений при больших значениях индексов / Э. А. Тропп, Л. А. Бакалейников, И. А. Эндер. — СПб.: ФТИ, 2002 (Гатчина (Ленингр. обл.): Тип. ПИЯФ РАН). — 25, [1] с. — (Препринт / Рос. акад. наук. Физ.-техн. ин-т им. А. Ф. Иоффе; 1760).
- Пограничный слой в задаче анизотропной теплопроводности для тонкого стержня произвольного сечения / Е. В. Галактионов, Э. А. Тропп. — Л.: ЛИЯФ, 1982. — (АН СССР, Физ.-техн. ин-т им. А. Ф. Иоффе; 786).
- Приближенные формы уравнения переноса для электронов средних энергий в твердом теле / Л. А. Бакалейников, Э. А. Тропп. — Л.: ЛИЯФ, 1982. — (АН СССР, Физ.-техн. ин-т им. А. Ф. Иоффе; 784).

Заслуженный деятель науки РФ (1999).
Жена — Тропп (Перепелюкова) Алла Федоровна; дочь Евгения (1969).
Скончался 16 февраля 2022 года после тяжёлой продолжительной болезни.
Похоронен на Большеохтинском кладбище Санкт-Петербурга.